# Casa de Cassal
La Casa de Cassal (in francese Maison de Cassal) è uno storico edificio della città di Lussemburgo.

## Storia
L'edificio venne costruito alla fine del XVI secolo dallo scrivano del Consiglio Provinciale, il barone P.M. de Cassal. Dopo la seconda guerra mondiale, venne rinnovata dall'architetto Hubert Schumacher.
Oggi ospita il Service des Médias et des Communications e il Film Fund Luxembourg.
L'edificio è classificato come patrimonio culturale nazionale del Lussemburgo dal 1 agosto 1940.

## Descrizione
La casa si trova nella Città Alta di Lussemburgo.